# Australian Plant Name Index
El Índice de Nombre Botánico de Australia: Australian Plant Name Index (APNI) es una data base en línea, de todos los nombres publicados de las plantas vasculares de Australia. Cubre todos los nombres, así sean nombres corrientes, sinónimos o nombres inválidos. Incluye detalles bibliográficos y de tipificación, información del Census of Australian Vascular Plants incluyendo distribución por Estado, enlaces a otros recursos como cartas de colecciones de especímenes, y la presencia de notas y comentarios en otros aspectos.
Está reconocido por los Herbarios de Australia como la fuente autorizada para la nomenclatura botánica australiana, siendo el componente central del Australia's Virtual Herbarium, el proyecto de colaboración con AU$10 millones en fondos, sustentando el acceso integrado en línea a los datos y a las colecciones de especímenes del mayor herbario de Australia.
Se ofrecen dos interfaces de consulta:
- Australian Plant Name Index (APNI), una interfaz completa que reparte resultados globales, sin interpretaciones automáticas
- What's Its Name (WIN), una interfaz menos potente que entrega resultados concisos, aumentados con inferencias automáticas (y no siempre correctas)

Originalmente dio comienzo como el texto de Nancy Tyson Burbidge, obra de cuatro vols. impresos consistiendo de 3.055 páginas, y conteniendo más de 60.000 nombres. Compilado por Arthur Chapman, fue parte del Australian Biological Resources Study (ABRS). En 1991 se hizo disponible como data base en línea, y estando manejado por Australian National Botanic Gardens. Y dos años más tarde, su mantenimiento pasó a ser responsable del nuevo Centre for Plant Biodiversity Research.